# Nuoto ai XVI Giochi paralimpici estivi - Uomini 150 metri misti
Le gare di nuoto 150 metri misti uomini ai XVI Giochi paralimpici estivi si sono svolte il 28 agosto 2021 presso il Tokyo Aquatics Centre. 

## Programma
Sono stati disputati 2 eventi, articolati in una serie di due batterie di qualificazione in mattinata; la finale è stata disputata nel pomeriggio/sera del medesimo giorno.

## Risultati
Tutti i tempi sono espressi in secondi.

### SM3
| Pos. | Atleta                    | Nazione   | Tempo   | Note |
| ---- | ------------------------- | --------- | ------- | ---- |
|      | Jesus Hernandez Hernandez | Messico   | 2:56,99 |      |
|      | Ahmed Kelly               | Australia | 3:02,23 |      |
|      | Grant Patterson           | Australia | 3:05,57 |      |
| 4    | Diego Lopez Diaz          | Messico   | 3:15,84 |      |
| 5    | Arnulfo Castorena         | Messico   | 3:17,44 |      |
| 6    | Josia Tim Alexander Topf  | Germania  | 3:20,35 |      |
| 7    | Emmanuele Marigliano      | Italia    | 3:28,43 |      |
| 8    | Ioannis Kostakis          | Grecia    | 3:43,75 |      |

### SM4
| Pos. | Atleta             | Nazione  | Tempo   | Note            |
| ---- | ------------------ | -------- | ------- | --------------- |
|      | Roman Zhdanov      | RPC      | 2:21,17 | Record mondiale |
|      | Ami Omer Dadaon    | Israele  | 2:29,48 |                 |
|      | Takayuki Suzuki    | Giappone | 2:40,53 |                 |
| 4    | Miguel Luque       | Spagna   | 2:45,78 |                 |
| 5    | Dmytro Vynohradets | Ucraina  | 2:46,31 |                 |
| 6    | Xavier Torres      | Spagna   | 2:47,74 |                 |
| 7    | Efrem Morelli      | Italia   | 2:48,63 |                 |
| –    | Liu Benying        | Cina     | –       | squalificato    |